# António de Gouveia Osório
António de Gouveia Osório (Castelo de Penalva, Vila Mendo, 25 de julho de 1825 — Castelo de Penalva, Vila Mendo, 4 de abril de 1915), fidalgo-cavaleiro da casa real e 1.º visconde de Vila Mendo, foi um político que, entre outras funções, foi governador civil de vários distritos, deputado e par do reino. Era bacharel em Direito pela Universidade de Coimbra e grande proprietário. Foi presidente da Câmara Municipal de Penalva do Castelo, teve carta do Conselho de Sua Majestade, foi conselheiro do Tribunal de Contas e sócio do Instituto de Coimbra.

## Biografia
Nasceu em Vila Mendo, Castelo de Penalva, filho de Manuel de Gouveia Osório e de Maria Máximina de Gouveia Osório, no seio de uma família de notáveis e fidalgos. O avô paterno era o conselheiro José de Gouveia Osório, deputado em 1820, desembargador do Tribunal da Relação do Porto e procurador da Coroa. Matriculou-se na Universidade de Coimbra em 30 de outubro de 1841, concluiu o bacharelato em 23 de abril de 1846 e obteve a formatura em Direito em 27 de junho de 1848.
Fez carreira na administração pública como governador civil de vários distritos, começando pelo distrito de Angra do Heroísmo, que governou de 13 de dezembro de 1867 a 14 de janeiro de 1868, nomeado pelo governo de Joaquim António de Aguiar, em que o presidente do conselho acumulava com a pasta do Reino. Foi sucessivamente governador civil do Distrito de Angra do Heroísmo (abril de 1867 a janeiro de 1868), do Distrito de Évora (1868–1869), do Distrito de Vila Real (7 de dezembro 1869 a 2 de setembro de 1870), do Distrito de Faro (23 de novembro de 1870 a 12 de outubro de 1871), do Distrito de Aveiro (1871), do Distrito de Coimbra (29 de dezembro de 1871 a 3 de agosto de 1876), 25.º do Distrito do Funchal (12 de abril de 1881 a 19 de outubro de 1882) e 26.º do Distrito do Funchal (10 de novembro de 1882 a 29 de dezembro de 1883). Recusou ser governador civil de Viseu, por a sua terra natal se localizar nesse distrito, e do Porto, por aí residir boa parte da sua família.
Foi eleito deputado deputado às Cortes nas legislaturas de 1857–1858, 1858–1859, 1860–1861 e 1864–1864, duas vezes por Viseu e outras duas por Penalva do Castelo. Foi par do reino electivo, com o título de visconde de Vila Mendo, pelo Distrito do Funchal (1885 e 1890), onde também fora governador civil.
Durante o seu mandato enquanto Governador Civil do Distrito de Vila Real foi publicado um opúsculo, «Representação que alguns cidadãos do Distrito de Vila Real, dirigiram a sua magestade, pedindo a revogação de todos os actos de deliberações da respectiva Junta Geral, que fora convocada para o dia 22 de abril de 1870», Porto, 1870.
Cavaleiro da Casa Real por sucessão de seu avô, foi feito 1.º visconde de Vila Mendo por decreto de 16 de agosto de 1872 do rei D. Luís I de Portugal.

## Obras publicadas
Publicou os seguintes trabalhos:
- Relatorio apresentado à Junta Geral do Districto de Coimbra na sessão ordinaria de 1872, Coimbra, 1872.
- Relatorio apresentado à Junta Geral do Districto de Coimbra na sessão ordinaria de 1873, Coimbra, 1873.
- Relatorio apresentado à Junta Geral do Districto de Coimbra na sessão ordinaria de 1874, Coimbra, 1874.
- Relatorio apresentado à Junta Geral do Districto de Coimbra na sessão ordinaria de 1875, Coimbra, 1875.